# 주댜르나트사자보우구

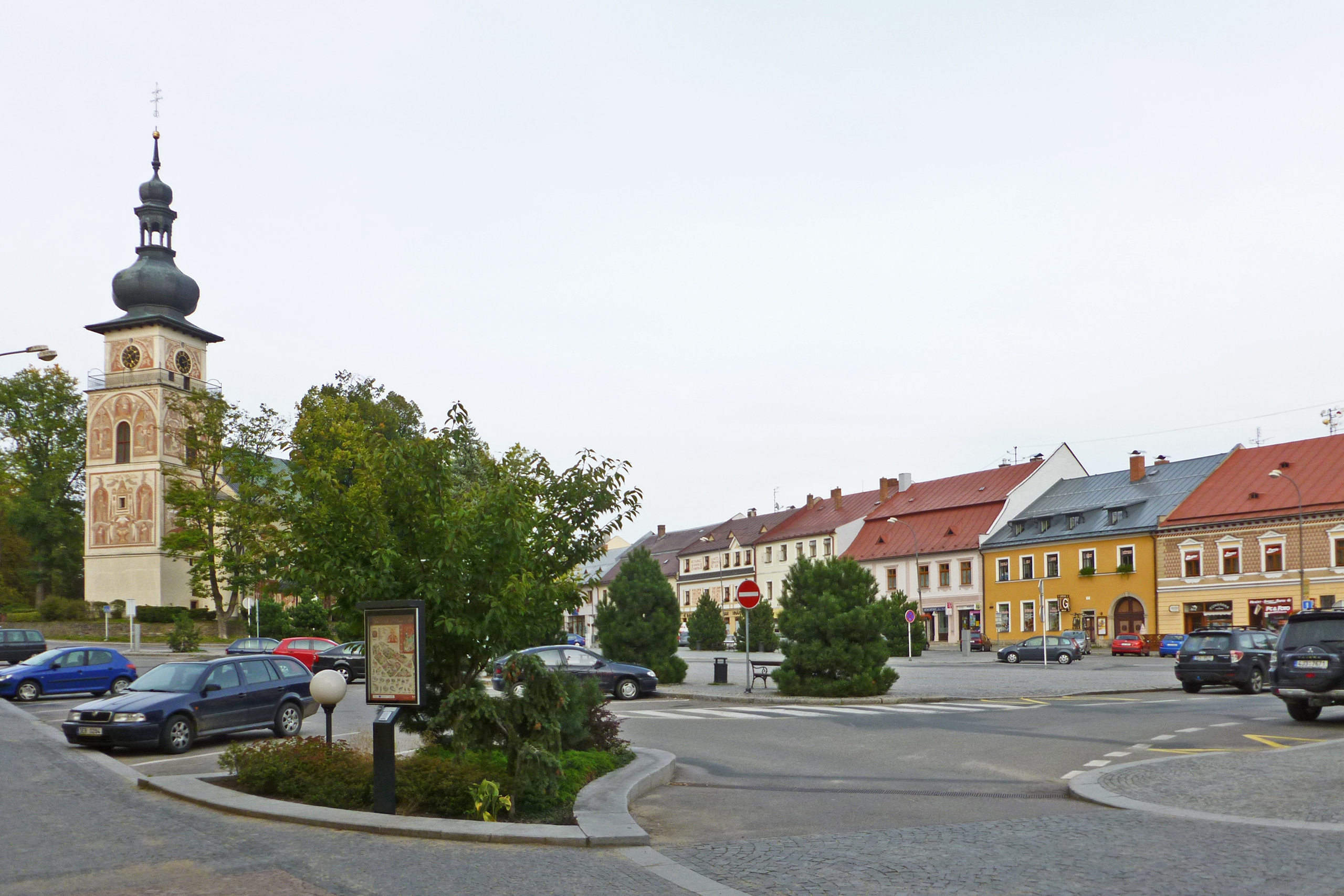
주댜르나트사자보우 노베메스토나모라베

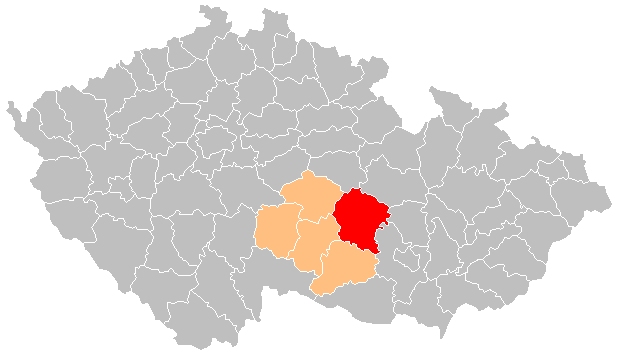
주댜르나트사자보우구의 위치

주댜르나트사자보우구(체코어: Okres Žďár nad Sázavou)는 체코 비소치나주를 구성하는 5개 구 가운데 하나로 행정 중심지는 주댜르나트사자보우이며 면적은 1,578.51km2, 인구는 118,094명(2019년 1월 1일 기준), 인구 밀도는 75명/km2이다.
비소치나주 동부에 위치하며 174개 지방 자치체(18개 시, 156개 마을)를 관할한다. 비소치나주 하블리치쿠프브로트구, 이흘라바구, 트르제비치구, 남모라바주 브르노 교외구, 블란스코구, 파르두비체주 스비타비구, 흐루딤구와 접한다.